# Henner Knauf
Henner Knauf (* 25. November 1901 in Zella; † 27. April 1976 in Treysa) war ein deutscher Kunstmaler. Er gilt als Brückenglied zwischen den Künstlern der Willingshäuser Malerkolonie und den Malern der Nachkriegsgeneration.

## Leben und Werk
Henner Knauf war der Sohn von Johann Georg Knauf und seiner Ehefrau Katharina. Er arbeitete zunächst in der elterlichen Landwirtschaft und erlernte außerdem das Korbflechterhandwerk. Sein künstlerisches Talent wurde von dem in der Schwalm weilenden Franz Eichhorn aus Berlin erkannt, der Knauf und dessen Eltern von einer akademischen Ausbildung überzeugte. Knauf studierte daraufhin von 1925 bis 1931 an der Hochschule für bildende Künste in Berlin bei Ferdinand Spiegel und Paul Plontke.
1931 unternahm er Reisen nach Frankreich und erhielt in Paris ein Stipendium und einen Platz an der Pariser Académie Ranson. Von 1931 bis 1933 arbeitete er im Atelier von Roger Bissiere und Gino Severini. Weitere Reisen führten ihn auch nach Korsika und Spanien. Im Zweiten Weltkrieg diente er in Russland und begegnet dort dem Schöpfer der Stalingradmadonna Kurt Reuber. Nach Kriegsende kehrte Knauf in die Schwalm zurück, wo er hinfort hauptsächlich lebte und arbeitete. Zudem hielt er sich häufig auf Sylt und Mallorca (Cala Rajada) auf und schuf dort zahlreiche seiner Arbeiten. Es erfolgte außerdem eine engere Zusammenarbeit mit dem Grafiker Vincent Burek.
Knauf war Mitbegründer der Künstlervereinigungen Gruppe Kassel und neue gruppe schwalm sowie langjähriger Vorsitzender der Vereinigung Willingshäuser Malerstübchen.
Er malte hauptsächlich Bildnisse und Landschaften.
Knaufs Ehefrau Maria geb. Semperlen stammte aus Hamburg und war Lehrerin für Hauswirtschaft an einer Berufsschule.